# Пухала

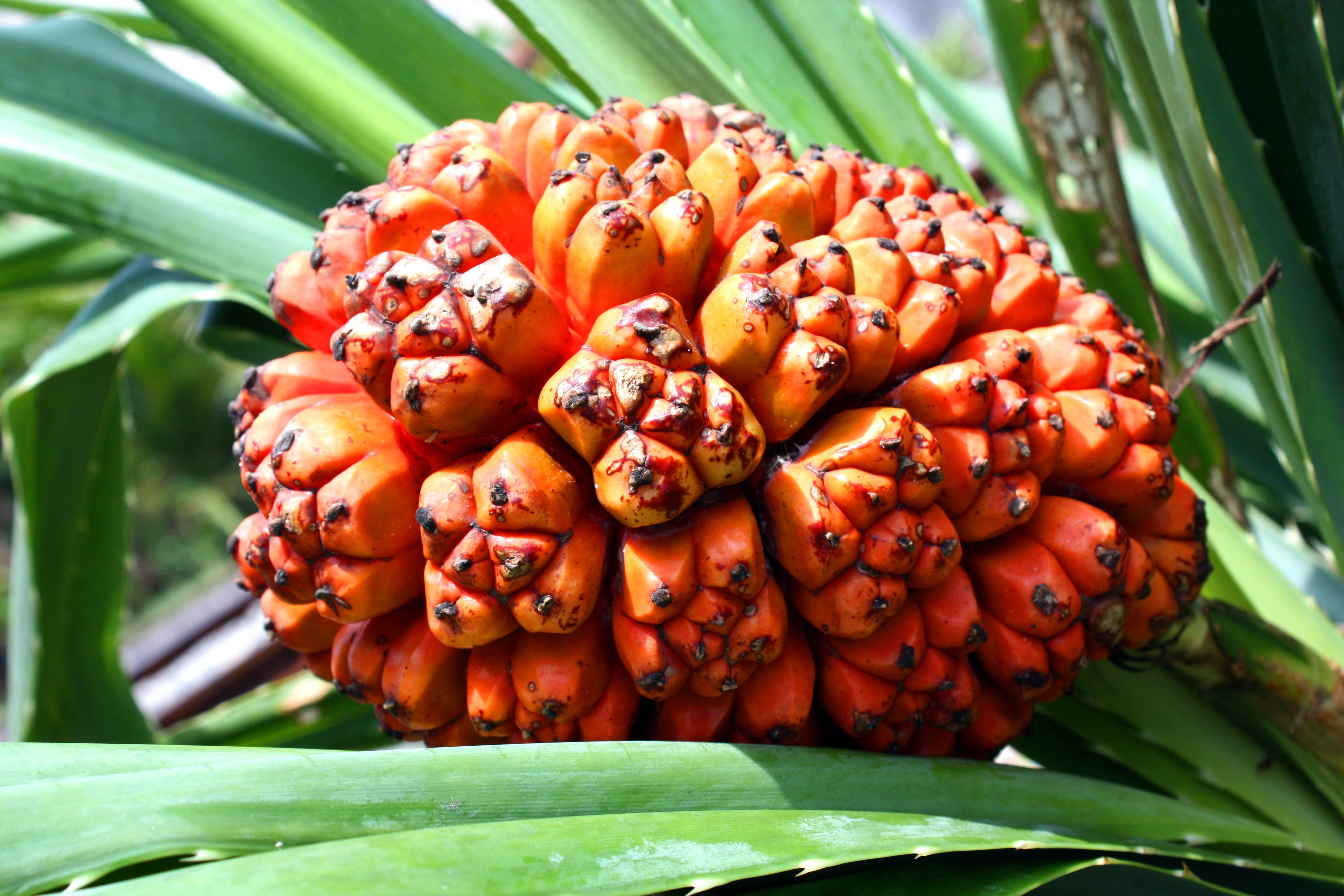
Пу-хала

Пу-хала (лат. Pandanus tectorius, гавайськ. Pu Hala) - плід дерева Пандан, який поширений у Малезії, Східній Австралії та Тихоокеанських островах. Зростає в прибережній низовині, як правило, біля океану. Плід іноді називають фрукт хала.
На Гаваї, культивовані сорти рослини, були привезені древніми полінезійцями. Плоди їли і використовували для виготовлення традиційних гавайських гирлянд, які називаються леями. Багато з цих предметів досі виготовляють та продають на Гаваях.
Пу-хала - фрукт круглої або овальної форми, завдовжки близько 20 сантиметрів і складається з численних сегментів, так званих фаланг або "клавіш". У кожному фрукті від 40 до 80 сегментів. При дозріванні забарвлення плодів коливається від жовтого до помаранчевого та червонуватого. Стиглі плоди дуже ароматні. "Клавіші" пу-хали мають клиноподібну форму довжиною від 2,5  до 5 сантиметрів. Внутрішній кінець клавіші м'ясистий, а зовнішній кінець деревний та містить насіння.
Насіння і м'ясисту, волокнисту, барвисту основу стиглих плодових сегментів, відомих як фаланги або "клавіші", можна їсти як сирими, так і вареними.
Туристи часто плутають плоди пу-хали з ананасами, але ця рослина не має нічого спільного з ананасами.

## Використання
Пу-хала є основним джерелом їжі в Мікронезії, особливо в атолах. Це також одна з традиційних страв мальдівської кухні. Фіброзна природа плоду також виконує функції натуральної зубної нитки. Також він використовується в культурі Самоа як Ула-Фала - намисто, виготовлене із сухофруктів, пофарбованих у червоний колір, і носиться Матаєм (голова сім'ї) під час особливих випадків.
Рослина широко використовується в тихоокеанській культурі та традиціях, включаючи місцеву медицину. 

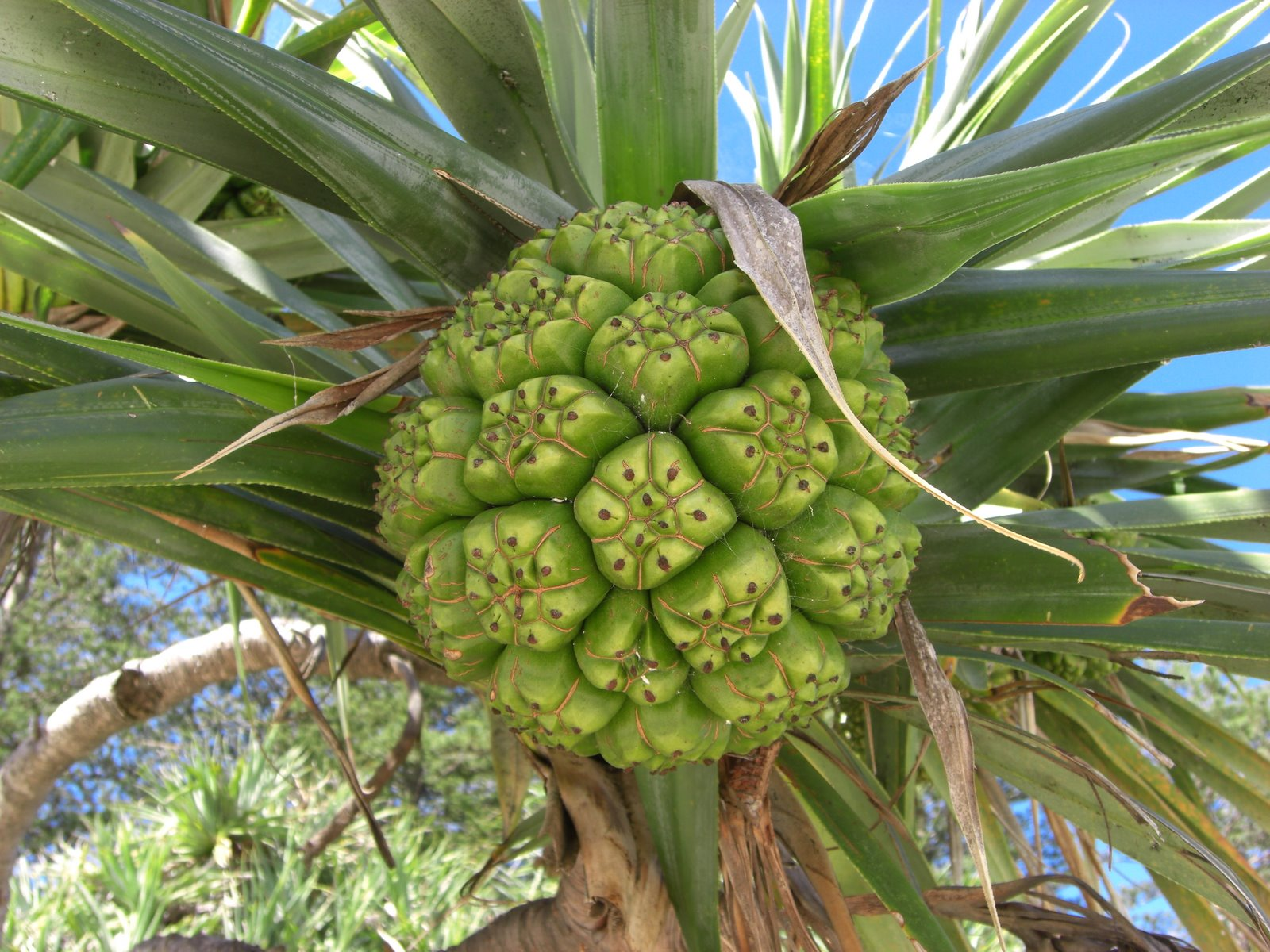
Дозріваючий плід
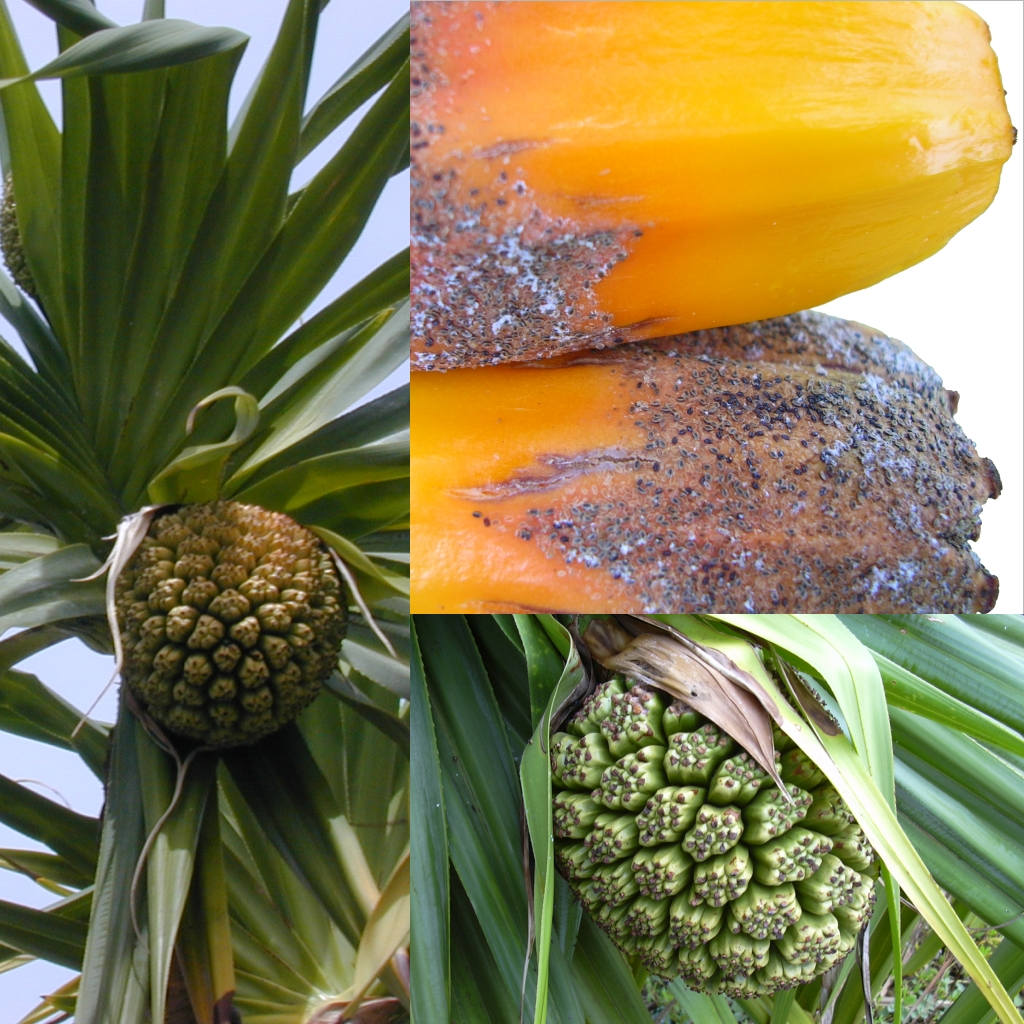
Пу-хала
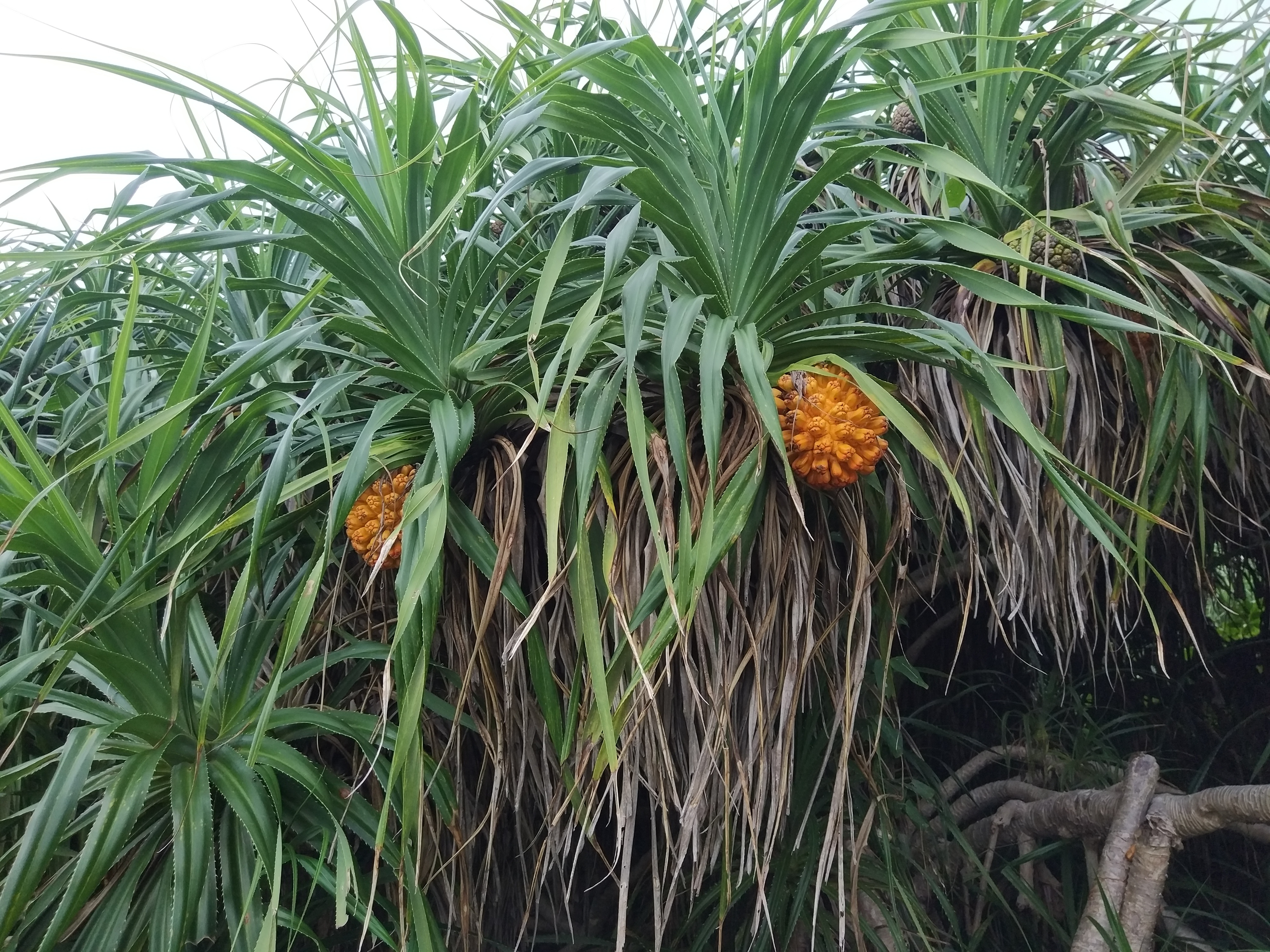
Розміщення плодів на дереві